# Kroktjärnen (Bodums socken, Ångermanland, 710665-153190)
Kroktjärnen är en sjö i Strömsunds kommun i Ångermanland och ingår i Ångermanälvens huvudavrinningsområde.